# 나우코스
나우코스(NOWCOS)는 대한민국의 화장품 및 동물용 의약외품 기업이다.

## 제품
피지조절 기능을 함유한 신물질개발, 미백기능이 있는 신물질 및 화장료 조성물 개발 애견샴푸 등을 개발하고 있다.